# Yoga nidra
Yoga nidra, wat letterlijk betekent "slaap van de yogi's", is een soort yoga die wordt gebruikt om zich zowel geestelijk als lichamelijk voor te bereiden alvorens diepere niveaus van bewustzijn door meditatie te zoeken. In veel gevallen wordt yoga nidra opzichzelfstaand beoefend als een dagelijkse ontspanningstechniek. Aanhangers claimen dat een half uur yoga nidra gelijkstaat aan drie uur gewone slaap, hoewel regelmatig gebruik niet wordt aangeraden omdat lichaam en geest nog altijd voldoende rust door natuurlijke slaap behoeven.
De ware slaap van een yogi is een status van bewustzijn waarin de yogi verbonden is met de goddelijke energie die de hele kosmos omvat. Deze energie gaat verder dan ruimte en tijd en stelt de yogi in staat verleden, heden en toekomst te ervaren. Een yogi kan zich daarbij ook bewust worden van eerdere levens. Door yoga nidra kan de yogi zich door karma's bewegen, omdat deze helderheid van geest in verschillende niveaus van onderbewustzijn doordringt. Het wordt gebruikt om het onderbewustzijn te helpen zuiverder te worden door gebruikmaking van bepaalde eigenschappen, beter bekend als Shankalpas. Ervaren yogi's gebruiken yoga nidra voor astrale reizen en in haar hoogste vorm leidt dit tot Samadhi.
Yoga nidra mag niet verward worden met technieken voor autosuggestie of "autogene training".